# Anhinga rufa
A aninga africana (Anhinga rufa), também conhecida como mergulhão-serpente ou mergulhão-serpente-africano  é uma espécie de ave suliforme da família Anhingidae. Sua distribuição se espalha pela maior parte de África.

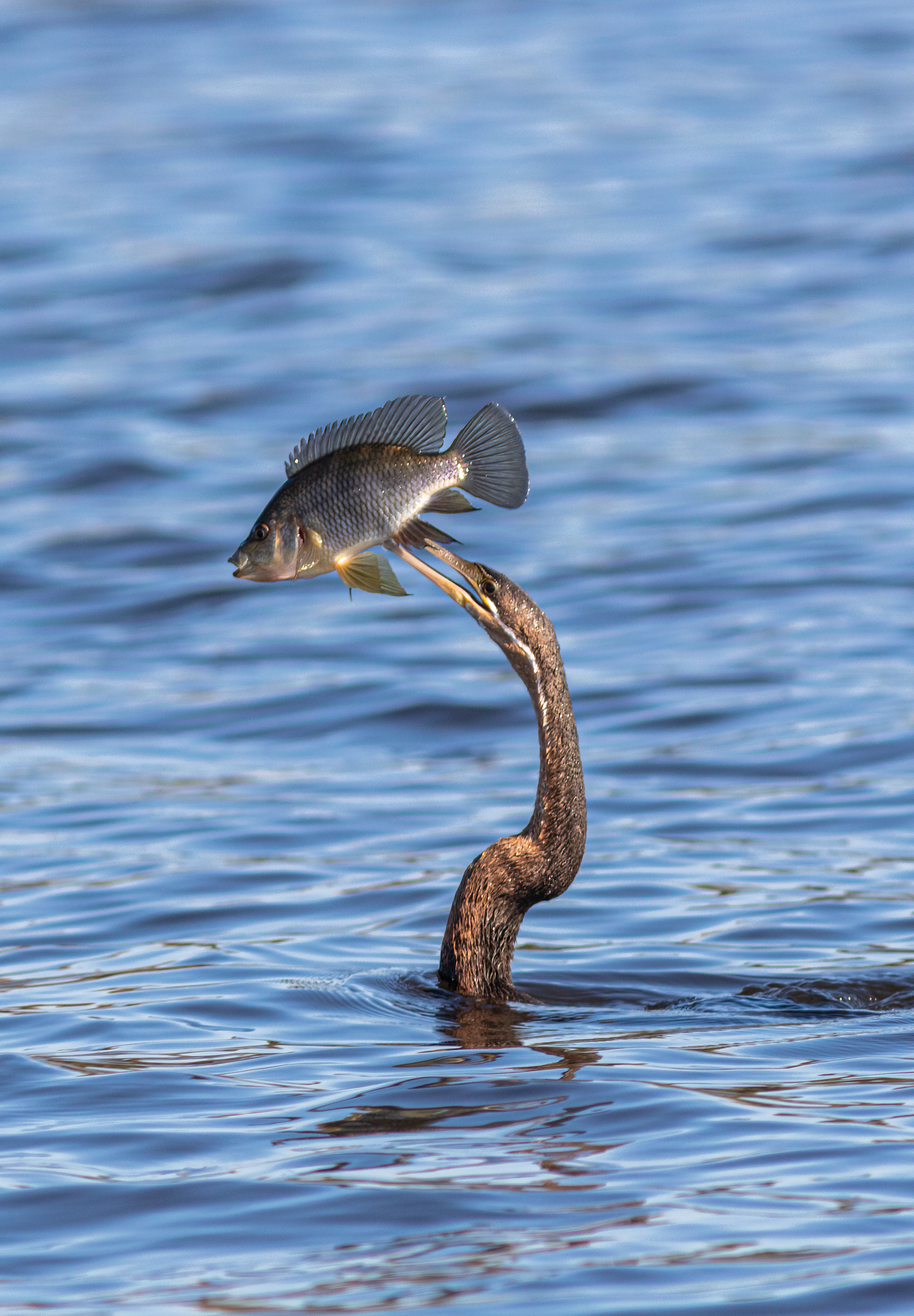
Ave da espécie com presa pescada.

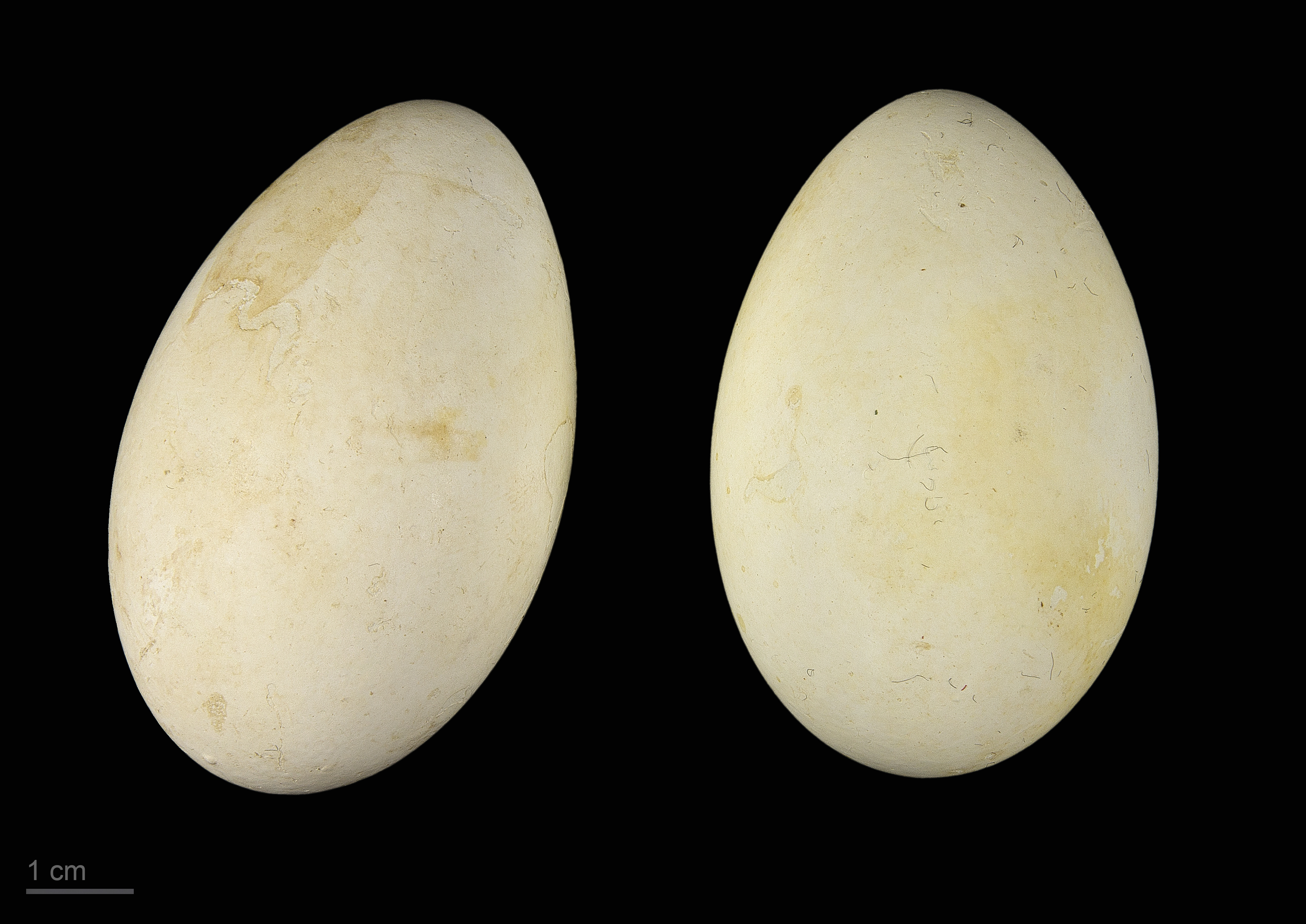
Ovos de Anhinga rufa chantrei - MHNT